# Station Taciszów
Station Taciszów is een spoorwegstation in de Poolse plaats Taciszów.